# Paul Heuser
Paul Heuser (* 1929 in Oberlar, Troisdorf) ist ein deutscher Kirchenmusiker und Hochschullehrer.

## Leben
Paul Heuser absolvierte ein Studium an der Musikhochschule Köln, das er mit drei Examen abschloss: 1949 mit einem Kantorenexamen, 1954 mit einem Konzertexamen für Klavier und 1961 mit einem Konzertexamen für die Orgel. Parallel nahm er eine Tätigkeit als Klavier- und Orgellehrer auf.
Seine Aufführungen umfassen sämtliche Orgelwerke von Bach, Buxtehude, Jehan Alain, Jean Langlais, Messiaen, Marcel Dupré und anderen bekannten Komponisten. Ferner wirkte er bei den Uraufführungen von Jürg Baur, Herbert Callhoff, Norbert Grünhagen, Milko Kelemen, Diether da la Motte und Hermann Schroeder mit. Als Chor- und Orchesterdirigent präsentierte er Werke von Palestrina, Lassus, Mozart, J. S. Bach (Erstaufführung der Lukas-Passion) und zeitgenössische Chormusik. Ferner nahm er als Organist, Pianist und Klavierbegleiter begleitend an zahlreichen Konzerten namhafter Sänger und Instrumentalisten teil sowie an Fernseh-, Rundfunk- und Schallplattenaufnahmen im In- und Ausland.
Im Jahr 1965 wurde Paul Heuser Dozent für Klavier und Orgel sowie (historische) Didaktik an der Robert Schumann Hochschule Düsseldorf. 1972 erhielt er eine Professur und vier Jahre später wurde er zum Dekan befördert. Die letzten Jahre seines Arbeitsleben war er Prorektor der Musikhochschule Düsseldorf sowie BAföG-Vorsitzender für den Bereich Musik an der Universität Düsseldorf.
Nebenher gab er Bücher und Noteneditionen heraus. Unter anderem veröffentlichte Heuser viele von J. S. Bach bearbeitete Werke, die für seinen Unterricht, für die Praxis oder für die Liturgie entstanden und der Musikwelt vorher wenig bekannt waren.

## Veröffentlichungen (Auswahl)
- Johann Sebastian Bach Eigene Bearbeitungen für Orgel, zwei Bände, Verlag Merseburger, Kassel
- Das Clavierspiel der Bachzeit, ein aufführungspraktisches Handbuch nach den Quellen. Klavier, Cembalo, Orgel. Verlag Schott, Mainz